# Frans van Eijnatten
Franciscus Maria (Frans) van Eijnatten (1951) is een Nederlands organisatiepsycholoog en universitair hoofddocent aan de Technische Universiteit Eindhoven. Van Eijnatten heeft een bijdrage geleverd aan een verdere uitdieping van de sociotechniek in Nederland.

## Levensloop
Frans van Eijnatten studeerde van 1974 tot 1978  organisatiepsychologie aan de Katholieke Universiteit Brabant. Vanuit zijn oorspronkelijke vakgebied wilde hij de raakvlakken met andere wetenschappelijke disciplines onderzoeken, en kwam zo terecht bij de sociotechniek. Hij promoveerde in 1985 aan de Radboud Universiteit Nijmegen op de ontwikkeling van STTA: naar een nieuw werkstruktureringsparadigma.
Van Eijnatten was lange tijd verbonden aan de Faculteit Industrial Engineering & Innovation Sciences van de Technische Universiteit Eindhoven en was daar lid van de "Research School for Operations Management and Logistics" (BETA). Zijn werk richtte zich op het vlak van performance management, chaos, complexiteit in management, en organisatieontwikkeling en verandering.

## Werk
Zijn oorspronkelijke onderzoeksinteresse was socio-technisch systeemontwerp, dat hij heeft uitgewerkt in zijn promotie-onderzoek, in een serie artikelen en in een samenvattende bibliografie van sociotechniek. Sociotechniek is volgens Van Eijnatten, een "discipline die voorschrijft hoe je het beste organisaties kan structureren en processen kan inrichten".

### Dynamische modellen
Een centraal thema in Van Eijnattens werk is de zoektocht naar dynamische modellen om sociale systemen te beschrijven. Volgens Van Eijnatten zijn die er nauwelijks in de sociotechniek en zijn meningen hierover verdeeld. "Je ziet het vak de laatste jaren dan ook achteruitgaan", stelt hij, "Er zijn nog wel structuren die je kunt veranderen, maar ze veranderen uit zichzelf steeds sneller door ontwikkelingen als de globalisering van de economie en internet. Wat dat betreft biedt de chaostheorie een beter model om met deze dynamiek om te gaan."

### Chaosdenken
Chaosdenken en chaostheorie is volgens van Van Eijnatten als "een filosofische bril die een beter beeld geeft van de omringende wereld dan het vertrouwde paradigma van de Verlichting en hij beschouwt complexiteit als het ruime en gevarieerde onderzoeksveld dat daardoor is ontstaan."
In organisaties ligt volgens hem de focus nog steeds op waarneembare materiële buitenkant, zowel op individueel niveau wat betreft kennis en vaardigheden, als op het collectieve niveau als het gaat om structuren, processen, en systemen. Met chaosdenken is elk bedrijf uniek en kan niet los worden gezien van zijn context, zijn klanten, toeleveranciers en zijn relaties met hen. Hij stelt hierover: "Een organisatie valt dus samen met zijn context, vormt daarmee een geheel, dat weer binnen een groter geheel valt, bijvoorbeeld de economie. Ik noem dit holondenken. Helen in gehelen. We kunnen niet langer de ongewenste zaken wegdrukken uit ons blikveld, alles hoort erbij. En-en. Dit kan tot dilemma's en paradoxen leiden, want er kunnen weleens twee tegengestelde krachten of belangen om voorrang strijden. So let it be. Het leven is niet anders. Het hoort bij chaos. Er zijn nogal wat mensen die hiervan willen weglopen, maar dat lijkt meer op het gedrag van een kind dat zijn ogen dicht doet en hoopt dat wat hij niet wil zien, weg is."

## Publicaties
Frans van Eijnatten publiceerde een verschillende boeken en artikelen. Een selectie:
- 1987. Veranderingen in inhoud en organisatie van het werk van konstrukteurs onder invloed van CAD : een verkennende studie . Auteurs Gerard L.L.M Ramaekers en G.P. Theo Lucas. Met J.J. Duivenvoorden en N.J.M. van de Grint (red.). Zoetermeer : CIAD, 1987. ISBN 90-6818-038-X
- 1994. The socio-technical systems design (STSD) paradigm : a full bibliography of 3082 English-language literature references Met S.J.C. Eggermont ea. Eindhoven University of Technology. ISBN 90-386-0451-3
- 1995 Als het maar stroomt! : Ulbo de Sitter, laveren tussen simpel en complex. (red.) Bundel aangeboden aan Prof.dr. L.U. de Sitter ter gelegenheid van zijn afscheid als hoogleraar in de moderne sociotechniek aan de Katholieke Universiteit Nijmegen op 31 maart 1995. Assen : Van Gorcum, 1995. ISBN 90-232-3013-2
- 1996. Sociotechnisch ontwerpen (red.). Utrecht : Lemma, 1996. ISBN 90-5189-650-6
- 2001. Inleiding in chaosdenken : theorie en praktijk. Met Anne-Marie Poorthuis en Jaap Peters (red.). Assen : Van Gorcum, 2002. ISBN 90-232-3859-1
- 2002. Verdieping van chaosdenken : theorie en praktijk. Met Marian Kuijs en Julien Haffmans (red.). Assen : Van Gorcum, 2002. ISBN 90-232-3860-5